# Eternal Fire
Eternal Fire — турецкая киберспортивная организация, основанная 13 августа 2021 года. В организации есть команды, соревнующиеся в Counter-Strike 2 и Valorant.

## Counter-Strike
13 августа 2021 года был объявлен состав команды Eternal Fire по CS:GO, в которую вошли четыре самых известных турецких игрока в истории — «woxic», «XANTARES», «Calyx» и «imoRR», а также один игрок из Иордании. Два месяца спустя иорданский игрок «ISSAA» покинул команду, и организация стала полностью турецким составом. Команда посетила мейджор в Антверпене 2022 года, но не вышла в стадию плей-офф. В июле 2022 года «Calyx» покинул команду и был заменен «MAJ3R». Через неделю «xfl0ud» был переведен в неактивный состав и его заменил Ахмет «paz» Карахока. Этот шаг объединил бывших игроков Space Soldiers.
Не сумев пройти отбор на IEM Rio Major 2022, MAJ3R был исключен из команды в октябре, а xfl0ud вернулся из неактива. Позже в том же месяце Паз попросил перевести его на скамейку запасных по личным причинам, в то время как тренер Канполат «hardstyle» Йылдыран был снят самой организацией. В начале ноября снайпер Озгюр «woxic» Экер также отправился на скамейку запасных, заявив, что хочет продолжить карьеру в международной команде. «Calyx» и «MAJ3R» были возвращены, чтобы заменить их, а Сезгин «Fabre» Калайджи был назначен новым тренером.
В 2024 команда прошла на PGL Major Copenhagen 2024 в Opening stage, где они выиграли такие команды как The MongolZ, paiN Gaming и GamerLegion, тем самым пройдя в основную стадию турнира. В Elimination stage они сначала обыграли действующих чемпионов мейджора Team Vitality на Inferno со счетом 13:10. На счете 1:0 им попались MOUZ, которым уступили на Vertigo 11:13. Следующим соперником турецкой команды оказались FaZe Clan, которых они одолели 13:1 на Overpass. В матче за выход в плей-офф им попались Virtus.pro, которые выиграли Overpass 13:6, но проиграли на Vertigo и Inferno со счётом 13:6 и 13:7 соответственно. В четвертьфинале им попались будущие финалисты и чемпионы турнира Natus Vincere, которые одолели их сначала Mirage 13:16, а потом и на Inferno 9:13.
23 мая 2024 команда выиграла CCT Season 1 Global Finals, в финале которого обыграла Team Liquid 3:1 по картам и получила 250 000 $ призовых.
24 августа 2024 команда приняла участие на BetBoom Dacha Belgrade Season 2. В своей группе они обыграли Aurora Gaming и 9Pandas, тем самым пройдя в плей-офф. В 1/4 они встретились с MOUZ, но проиграли обе карты и отправились в нижнюю сетку плей-оффа, где сыграли против Heroic и победили со счетом 2:0. В следующем раунде они сыграли против FURIA, победив 2:1. В финале нижней сетки им попались paiN, которые были обыграны 2:0. В матче за финал они опять сыграли с MOUZ, но отомстили им выиграв 2:0. В финале они проиграли Team Spirit 3:0 и заработав 125 000 $ призовыми.
Через 2 дня они прилетели на Мальту, где приняли участие на ESP Pro League Season 20. В группе A легко были одолены Flyquest и Sangal, но в финале группе они проиграли Natus Vincere, тем самым выйдя в плей-офф, но только в 1/8. Там они прошли The MongolZ 2:1, Team Vitality c таким же счетом, а в полуфинале были обыграны MIBR 2:0. В финале они снова встретились с NAVI, первой картой был выбран Nuke и турки победили чемпионов мейджора на ней 13:8, следующие две карты Anubis и Ancient были проиграны с одинаковым счетом 11:13, Inferno закончился победой Eternal Fire 13:4. Оставшейся картой стал Dust2 на которой в равной борьбе победили NAVI 13:10. По результатам турнира «XANTARES» и «woxic» стали EVP, а команда заработала 80 000 $ призовых.
21 ноября 2024 коллектив прилетел в Шанхай на RMR к Perfect World Shanghai Major 2024. В первом матче они обыграли Aurora на Dust II 13:8. Следующими соперниками оказались 3DMAX и Sashi, которые обыграли турков 16:19 и 7:13 соответственно. В матче на вылет они встретились с Astralis, матч закончился со счетом 1:2 по картам в пользу датчан.
2 января 2025 к команде на место Бугра «Calyx» Аркин присоединился Самет «jottAAA» Коклу.
Следующий турнир прошел уже в новом году им оказался Blast Bounty Season 1. В первых двух матчах они обыграли Fluxo и Falcons, тем самым пройдя в плей-офф стадию турнира. В четвертьфинале они выиграли Team Vitality 2:0, а в полуфинале G2 2:1. В финале они встретились с действующим чемпионом мейджора Team Spirit, которым проиграли 1:3.
29 января 2025 года началась стадия play-in IEM Katowice 2025, обыграв Complexity и Heroic команда вышла в основную стадию турнира. В своей группе они выиграли Falcons, но проиграли Virtus.pro, упав в нижнюю сетку, обыграли 3DMAX, а в матче за выход в плей-офф они выиграли финалистов Perfect World Shanghai Major 2024 FaZe Clan 2:0. В четвертьфинале они встретились с The MongolZ, которым проиграли 2:0.
На следующих двух турнирах: PGL Cluj-Napoca 2025 и ESL Pro League Season 21 команда вышла в плей-офф, но остановилась только в четвертьфинале, проиграв Falcons и Team Spirit соответственно.
Eternal Fire был вынужден продать свою команду по Counter-Strike сербской киберспортивной организации Aurora Gaming 5 апреля 2025 года из-за проблем со спонсорами и политических причин. В результате, 6 апреля 2025 года Eternal Fire выступила на турнире PGL Bucharest 2025 под тегом Aurora с текущим составом CS2.
11 мая 2025 организация представила новый состав, в который вошли уже ранее игравшие за команду: Бугра «Calyx» Аркин и Омер «imoRR» Каратас, а также Берат «jresy» Озджан, Баха «lugseN» Эмир Сенгул, Эмрекан «EMSTAR» Калискан из PCIFIC, а тренером команды стал Кадир «ElPrincipe» Сиври, тренировавший академический состав организации на протяжении полутора лет.
11 июля 2025 Берат «jresy» Озджан, Баха «lugseN» Эмир Сенгул, Эмрекан «EMSTAR» Калискан были исключены из основного состава команды, а на их места из Sangal пришли Бартек «mASKED» Трибула, Бартош «bnox» Небиш, Мартин «maaryy» Наконечны.

### Текущий состав
|                 | Ник             | Полное имя       | Роль            | Присоединился   |
| Основной состав | Основной состав | Основной состав  | Основной состав | Основной состав |
| --------------- | --------------- | ---------------- | --------------- | --------------- |
| Флаг Турции     | Calyx           | Бугра Аркин      | Стрелок         | 11 мая 2025     |
| Флаг Турции     | imoRR           | Омер Каратас     | Капитан/Снайпер | 11 мая 2025     |
| Флаг Польши     | maaryy          | Мартин Наконечны | Стрелок         | 11 июля 2025    |
| Флаг Польши     | bnox            | Бартош Небиш     | Стрелок         | 11 июля 2025    |
| Флаг Польши     | mASKED          | Бартек Трибула   | Стрелок         | 11 июля 2025    |
| Тренер          |                 |                  |                 |                 |
| Флаг Турции     | ElPrincipe      | Кадир Сиври      | Кадир Сиври     | 11 мая 2025     |

### Достижения
| Место | Турнир                         | Место проведения | Дата                    | Призовые  |
| 2022  | 2022                           | 2022             | 2022                    | 2022      |
| ----- | ------------------------------ | ---------------- | ----------------------- | --------- |
| 2     | Pinnacle Cup IV                | Онлайн           | 25 апреля — 27 мая      | 20 000 $  |
| 20—22 | PGL Major Antwerp 2022         | Антверпен        | 9—22 мая                | —         |
| 2023  |                                |                  |                         |           |
| 2     | ESL Challenger Jönköping 2023  | Йёнчёпинг        | 24—26 ноября            | 20 000 $  |
| 2024  |                                |                  |                         |           |
| 5—8   | PGL Major Copenhagen 2024      | Копенгаген       | 17—31 марта             | 45 000 $  |
| 1     | CCT Season 1 Global Finals     | Онлайн           | 16—23 мая               | 250 000 $ |
| 3—4   | Skyesports Championship 2024   | Мумбаи           | 23—28 июля              | 35 000 $  |
| 2     | BetBoom Dacha Belgrade 2024 #2 | Белград          | 24 августа — 1 сентября | 125 000 $ |
| 2     | ESL Pro League Season 20       | Сент-Джулианс    | 3—22 сентября           | 80 000 $  |
| 2025  |                                |                  |                         |           |
| 2     | BLAST Bounty Spring 2025       | Копенгаген       | 23—26 января            | 85 625 $  |
| 3—4   | BLAST Open Lisbon 2025         | Лиссабон         | 19—30 марта             | 40 000 $  |

## Valorant
Состав Valorant в Eternal Fire был объявлен 21 апреля 2024 года.
|                 | Ник             | Полное имя      | Присоединился   |
| Основной состав | Основной состав | Основной состав | Основной состав |
| --------------- | --------------- | --------------- | --------------- |
| Турция          | CyderX          | Джанер Демир    | 14 октября 2024 |
| Турция          | Izzy            | Баран Йылмаз    | 14 октября 2024 |
| Турция          | QutionerX       | Догукан Дюрал   | 14 октября 2024 |
| Турция          | Brave           | Эрен Касирга    | 14 октября 2024 |
| Турция          | Anima           | Угуркан Айдын   | 20 июля 2024    |